# 조논
조논, 조농(몽골어: ᠵᠢᠨᠦᠩ，키릴 문자:Жонон) 또는 지농(Жинон), 제농은 몽골 제국 원나라, 북원과 청나라 시대에 존재했던 몽골의 관직, 직책이다. 원래 중국의 친왕(親王)에서 유래했다는 설과 중국의 진왕(晉王) 작위에서 유래했다는 설이 있다. 몽골어로는 저군(儲君) 혹은 부칸(副汗, Вице-хан 또는 Вице-хаан)의 의미를 지닌다. 다시 중국 한자로 번역될 때는 어떤 이유에서였는지 제농(濟農), 길능(吉能), 제낭(濟囊), 길낭(吉囊) 등으로 다시 번역되었다.
몽골에서는 카안, 칸의 가까운 친족 남성이 임명되었으며, 청나라 때는 오르도스의 조논은 익자오맹(ᠶᠡᠬᠡ ᠵᠣᠣ ᠶ᠋ᠢᠨ ᠴᠢᠭᠤᠯᠭᠠᠨ，Их Зуугийн чуулган)(盟)의 장이 청나라 황제로부터 임명되기도 했다.

## 개요
칭기즈 칸이 몽골 제국을 건립할 때 무칼리를 전군 조농으로 임명한 바 있다. 원나라의 조농은 조정의 대신직을 겸임,담임하는 직위였고, 원나라의 문헌에 등장하는 첫 조농은 쿠빌라이 카안의 아들 노무간이었고, 그 뒤는 친킴의 아들이자 노무간의 조카 카말라가 이었다. 그는 1292년 팔백궁의 능묘를 지키는 일을 겸임하였다.
북원 시대의 조농은 카간의 관원이었다. 황금 가족 중 칭기즈 칸의 후손 중에 임명되어 담당하였다. 나중에는 카안의 가까운 남자 친족이 임명되었다. 점차 조농은 카안 다음의 권위를 지니게 되었으며, 오르도스의 족장이 조농직에 임명되었다. 1433년 톡토아부카 타이순 칸이 자신의 동생 아그바르진 지농을 조농으로 임명했다.
청나라 때에는 오르도스의 익자오맹의 맹장이 조농직을 겸직, 임명되었다.
조선에는 지농이 직책이 아닌 사람의 이름으로 오해되어 알려졌다. 명나라의 일부 사서에는 오르도스의 콩타이지이자 우익 3만호의 지농인 군빌리크 메르겐을 길낭(吉囊)으로 소개하여 길낭, 지농이 사람의 이름으로 알려지기도 했다.

## 같이 보기
- 콩타이지
- 타이시
- 북원
- 몽골 제국
- 오이라트

## 참고 자료
- Perdue, Peter C (2009). China Marches West: The Qing Conquest of Central Eurasia. Harvard University Press. ISBN 978-0-674-04202-5.

1. ↑  조선왕조실록 중종실록 97권, 중종 37년 1월 15일 병신 2번째기사 1542년 명 가정(嘉靖) 21년, "승문원 제조 윤은보 등이 문견 사건에 부표하여 입계하다"